# Redemption at the Puritan’s Hand
Redemption at the Puritan’s Hand ist das siebte Studioalbum der irischen Pagan-Metal-Band Primordial. Es erschien im Jahr 2011 bei Metal Blade Records.

## Entstehung und Veröffentlichung
Mit To the Nameless Dead war Primordial im November 2007 der Durchbruch gelungen. Anschließend spielte die Band bis Oktober 2010 zahlreiche Konzerte in Europa (z. B. Ragnarök-Festival, Sweden Rock Festival, Hellfest, Graspop Metal Meeting, With Full Force, Wacken Open Air und Summer Breeze 2008) und Nordamerika. Nach der Veröffentlichung der Live-DVD All Empires Fall nahmen Primordial erst Ende 2010 wieder neue Stücke auf. Redemption at the Puritan’s Hand wurde im Foel Studio in Wales eingespielt, von A.A. Nemtheanga, Pól MacAmlaigh und Chris Fielding abgemischt und von Jaime Gomez Arellano in den Orgone Studios gemastert. Das Album erschien auf CD, Doppel-LP und mit einer limitierten Bonus-DVD mit Aufnahmen von Proben.

## Titelliste
1. No Grave Deep Enough – 7:10
2. Lain With the Wolf – 8:25
3. Bloodied Yet Unbowed – 8:47
4. God’s Old Snake – 6:25
5. The Mouth of Judas – 8:54
6. The Black Hundred – 6:20
7. The Puritan’s Hand – 8:36
8. Death of the Gods – 9:21

## Stil
Primordial entwickeln sich auch auf Redemption at the Puritan’s Hand etwas weiter, ohne ihren charakteristischen Pagan-Metal-Stil mit Anklängen an Black Metal und Folk Metal aufzugeben. Neben A.A. Nemtheangas emotionalem und meist klarem Gesang stehen die von Folk, Death und Black Metal beeinflussten Gitarren sowie das teils folkloristisch und teils militärisch angehauchte Schlagzeugspiel im Vordergrund. Die melancholischen, hymnischen oder aggressiven Stücke sind wieder relativ lang und meist mittleren Tempos. Die Liedtexte handeln von Sterblichkeit und dem Umgang der Menschen damit.

## Rezeption
Das Album wurde von der Presse wieder positiv aufgenommen, im Vergleich zu den beiden Vorgängern allerdings oft etwas schwächer bewertet. Für Stephan Voigtländer von powermetal.de ist Redemption at the Puritan’s Hand „lediglich eine ziemlich gute Platte“ und „kommt immer noch mit einigen tollen Hymnen daher, aber von Gänsehautattacken wird man nur vereinzelt heimgesucht, da die Iren ein durchgängig hohes kompositorisches Niveau dieses Mal nicht erreicht haben“. Phil Freeman von Allmusic kritisiert das Album zwar als streckenweise monoton, lobt es jedoch auch als aufgewühlt, kraftvoll und episch. Markus Endres von metal.de urteilt: „Auch das siebte Werk PRIMORDIALs ist von jener epischen Tragik und Leidenschaft beseelt, dieser besonderen intensiven Atmosphäre, diesem unverkennbaren, einzigartigen Stil, wie wir es von den Alben der Iren kennen und lieben. Es sind diese simplen, aber äußerst effektiven, überwältigend-berauschenden Riffs, mit ihren großartigen Melodiebögen, die zuerst verzaubern, gleich danach kommt auch schon Alans emotional-räudig-leidender Gesang, der vollends in seiner Gefühlswelt aufgeht“. Im deutschen Metal Hammer war Redemption at the Puritan’s Hand Album des Monats Mai 2011.